# Zwei Augen – Zwölf Hände
Do Aankhen Barah Haath (Hindi दो आँखें बारह हाथ; übersetzt: Zwei Augen, zwölf Hände) ist ein sozialkritischer Hindi-Film von V. Shantaram aus dem Jahr 1957, der von der India Times unter den 25 Must See Bollywood Movies gewählt wurde.

## Handlung
Der idealistische Wärter Adinath ist überzeugt, dass jeder Mensch im Kern gut ist. Um seinen Glauben in die Tat umzusetzen, bringt er sechs verurteilte Mörder auf ein karges Feld, das sie für die landwirtschaftliche Nutzung urbar machen sollen. Gemeinsam bauen sie einen kleinen Bauernhof auf, doch ihre Bemühungen stoßen auf Widerstand: Die rechtschaffenen Bürger des nahegelegenen Dorfes fühlen sich in ihren wirtschaftlichen Interessen bedroht und protestieren vehement gegen die Anwesenheit der Verbrecher.
Ein Wendepunkt tritt ein, als Adinath den Kindern eines der Gefangenen erlaubt, bei ihm zu bleiben. Diese Entscheidung sowie die Unterstützung der Spielwarenverkäuferin Champa tragen dazu bei, dass die Gefangenen beginnen, sich zu ändern. Mit Mitgefühl und Achtsamkeit entwickelt sich aus den Verbrechern eine Gruppe verantwortungsbewusster und menschenachtender Bürger.
Die entscheidende Prüfung folgt, als ein Gemüsegroßhändler versucht, ihr kleines Feld aufzukaufen. Obwohl sie mit Wut und Gewalt reagieren könnten, halten sie sich an ihr Versprechen, friedlich zu bleiben. Letztlich vollenden sie ihre Arbeit auf dem Bauernhof und verdienen sich so ihre Freiheit zurück.

## Musik
| Songtitel                                | Sänger/in                  |
| ---------------------------------------- | -------------------------- |
| Ho Umad Ghumad Kar Aayi Re Ghata         | Lata Mangeshkar, Manna Dey |
| Main Jaagoon Tu Soja                     | Lata Mangeshkar            |
| Sainyya Jhoothhon Ka Bada Sartraj Nikala | Lata Mangeshkar            |
| Tak Tak Dhum Dhum                        | Lata Mangeshkar            |
| Aye Maalik Tere Bande Hum                | Lata Mangeshkar            |
| Aye Maalik Tere Bande Hum                | Chor                       |

Die Liedtexte zur Musik von Vasant Desai schrieb Bharat Vyas.

## Auszeichnungen
Internationale Filmfestspiele Berlin 1958
- V. Shantaram nominiert für den Goldenen Bären
- Silberner Bär – Sonderpreis der Jury
- OCIC Award an V. Shantaram

Golden Globe Award (1958)
- nominiert für den Samuel Goldwyn Award

National Film Award (1958)
- National Film Award/Bester Film an V. Shantaram

## Kritiken
Lexikon des internationalen Films: Trotz erheblicher Kürzungen in der deutschen Verleihfassung ist Shantarams Filmparabel ein bemerkenswertes Beispiel für soziales Engagement und erzählerische Fantasie im indischen Nachkriegskino.
Stilisierte Parabel über menschliche Tugenden.
Die Evangelische Filmgilde empfiehlt den Film im Oktober 1960 als Film des Monats.

## Sonstiges
V. Shantaram und Sandhya waren im wirklichen Leben verheiratet.
Eine 124-minütige Fassung des Films wurde 1958 auf dem San Francisco International Film Festival gezeigt.
Das Thema der Resozialisierung von Kriminellen wurde bereits 1931 in dem Film „Der Weg ins Leben“ unter der Regie von Nikolai Ekk nach einem Drehbuch von Anton Semjonowitsch Makarenko verfilmt. Die Ähnlichkeiten zu „Zwei Augen – Zwölf Hände“ sind sicher kein Zufall.